# Leon Luini
Leon Luini (* 19. November 2000 in Pietra Ligure, Italien) ist ein niederländischer Beachvolleyballspieler.

## Karriere
Luini spielte in der Junioren-Zeit zunächst auch Hallen-Volleyball. Als Beachvolleyballer war er 2020 mit Matthew Immers und 2021 mit Thijs Nijeboer vorwiegend auf nationalen Turnieren aktiv. Luini/Immers erreichten bei der U22-Europameisterschaft im Mai 2021 im österreichischen Baden Platz fünf. Auf der FIVB World Tour erreichte Luini bei 1-Stern-Turnieren 2020 mit Immers in Montpellier und 2021 mit Nijeboer in Warschau jeweils Platz drei.
Von 2022 bis 2023 war Ruben Penninga Luinis Partner. Bei der neugeschaffenen World Beach Pro Tour 2022 belegten Luini/Penninga bei den Challenge Turnieren in Tlaxcala Platz 19, in Itapema Platz drei, in Doha Platz neun und in Kuşadası Platz 19. Bei der Weltmeisterschaft in Rom erreichten sie als Gruppenzweite die erste Hauptrunde, in der sie gegen die US-Amerikaner Trevor Crabb und Tri Bourne ausschieden. Anschließend erreichten die beiden Niederländer beim Elite16-Turnier in Gstaad Platz neun sowie bei den Challenge Turnieren in Espinho Platz neun und in Agadir Platz fünf. Während es anschließend bei den Elite16-Turnieren in Hamburg, Paris und Kapstadt die Plätze fünf, dreizehn und neun gab, schieden Luini/Penninga bei der Europameisterschaft in München bereits in der ersten K.-o.-Runde aus. Nach wenig erfolgreichen Turnieren auf der World Beach Pro Tour 2023 trennten sich die beiden.
Von Juli 2023 bis August 2024 war Christiaan Varenhorst Luinis Partner. Wegen einer Verletzung Varenhorsts startete Luini auf der Europameisterschaft in Wien an der Seite von Yorick de Groot. Hier erreichten Luini/de Groot nach vier Siegen in der K.-o.-Runde (u. a. gegen die Olympiasieger und Weltmeister Mol/Sørum) das Finale, welches gegen die Vorjahresmeister Åhman/Hellvig aus Schweden verloren ging. Luini/Varenhorst hatten auf der World Pro Tour 2023 und 2024 durchwachsene Ergebnisse und erreichten bei der heimischen Europameisterschaft 2024 Platz fünf.
Nach dem Ende von Varenhorsts Profikarriere spielte Luini Ende 2024 erneut mit Penninga und erreichte auf der World Pro Tour beim Challenge-Turnier im indischen Chennai den zweiten Platz. 2025 spielte Luini bei zwei Veranstaltungen an der Seite von Yannick Verberne. 